# Albertas Sinevičius
Albertas Sinevičius (ur. 7 grudnia 1943 w Kownie) – litewski inżynier, przedsiębiorca, działacz gospodarczy i społeczny, polityk, minister handlu (1990–1991) oraz przemysłu i handlu (1992–1993).

## Życiorys
W latach 1962–1970 studiował na Wydziale Przemysłu Lekkiego Kowieńskiego Instytutu Politechnicznego.
Od 1961 do 1983 był zawodowo związany z fabryką futer, w której pracował na różnych stanowiskach, m.in. kierownika warsztatu i szefa zarządu technicznego. W latach 1983–1987 pełnił funkcję dyrektora generalnego w Zjednoczeniu Przemysłu Odzieżowego "Baltija". W 1987 został powołany na stanowisko wiceministra przemysłu lekkiego.
W marcu 1990 został ministrem handlu w pierwszym rządzie niepodległej Litwy. Ze stanowiska odszedł w grudniu 1991. W latach 1991–1992 kierował Giełdą Papierów Wartościowych. W grudniu 1992 powrócił do pracy w rządzie obejmując kierownictwo resortu przemysłu i handlu w gabinecie Bronislovasa Lubysa.
Po odejściu z pracy w rządzie działał w sektorze prywatnym. Stał na czele Wileńskiego Banku Komercyjnego (1994–2000) oraz spółek "Lietžaliava" (1994–2004) i "Sineta" (od 2004).
W młodości uprawiał jeździectwo, był wielokrotnym mistrzem Litewskiej SRR. Zasiada w radzie Wydziału Filozofii Uniwersytetu Wileńskiego. W latach 1991–1993 był prezesem Klubu Rotariańskiego.